# ماینوه
ماینوه (به آلمانی: Meineweh) یک شهر در آلمان است که در کرتسشاو واقع شده‌است. ماینوه ۱٬۰۹۰ نفر جمعیت دارد.